# Carol Rich
Carol Rich (nome verdadeiro  Anne-Lyse Caille, Villorsonnens, Friburgo, Suíça, 15 de fevereiro de 1962-)  é uma cantora suíça, melhor conhecida pela sua participação no Festival Eurovisão da Canção 1987   com a canção Moitié, moitié".
Depois de ter estudado canto clássico no Conservatório de Friburgo, voltou-se para a música pop e em 1984 participou pela primeira na seleção suíça para o Festival Eurovisão da Canção 1984, onde a sua canção "Tokyo Boy" não foi além do sétimo lugar, mas que teve algum sucesso quando lançado como single.
Rich voltou em 1987 e aí teve sucesso com a canção "Moitié, moitié" ganhou a final suíça e  foi escolhida para representar a Suíça no Festival Eurovisão da Canção 1987 que teve lugar em Bruxelas em 9 de abril de 1987. Se bem que a canção "Moitié, moitié ter sido a última a ser interpretada na noite do evento, terminando a competição em 17.º lugar, entre 22 participantes. Rich entrou na final helvética para o Festival Eurovisão da Canção 1991, mas a sua canção  "Donner la main" terminou am quarto lugar.
Em 1990, Rich partiu para Paris, onde ela trabalhou com Francis Lai e Roland Romanelli antes de ter feito uma paragem na vida artística, durante a qual teve dois filhos. Ela voltou a cantar em 1999, agora com um reportório com um misto de canções populares, chansons e música gospel. Na década de 2000, Rich continuou a  fazer tournés e lançou três álbuns. Na década de 2010 já gravou dois álbuns.

## Discografia

### Álbuns
- 1990: Longs les Jours
- 2000: Veux-tu vivre avec moi
- 2003: Adieu l'Armailli! (with Patrick Menoud)
- 2006: Si c'était à revivre
- 2011: La Grand-Maman
- 2012: Country Pop